# George Bennett
George Bennett  (Plymouth, 31 de janeiro de 1804 – Sydney, 29 de setembro de 1893) foi um médico e naturalista australiano de origem britânica.